# Ernst Jäger (Politiker)
Ernst Jäger (* 17. Mai 1847 in Ehrwald; † 6. Juni 1929) war ein österreichischer Rechtsanwalt und vom 30. Dezember 1907 bis 4. Mai 1908 ausübender Landeshauptmann in Österreich ob der Enns.

## Leben
Ernst Jäger wuchs in Reutte auf und besuchte das Gymnasium in Innsbruck. Danach studierte er Rechtswissenschaften an der Universität Innsbruck und promovierte dort 1870. Nach einjähriger Gerichtspraxis am k.k. Landesgericht Innsbruck übersiedelte er nach Linz. Dort eröffnete Ernst Jäger 1877 eine eigene Rechtsanwaltskanzlei.
Von 1893 bis 1917 gehörte er dem Linzer Gemeinderat an. 1896 oder 1897 wurde er Abgeordneter zum Oberösterreichischen Landtag und gehörte ab 1897 dem Landesausschuss an. Nach dem Tod Emil Dierzers 1904 folgte er diesem in der Funktion als Landeshauptmann-Stellvertreter nach.
Von 1896 bis 1909 war er Vorsitzender der Liberalen Partei in Oberösterreich. Vom 30. Dezember 1907 bis 4. Mai 1908 war er ausübender Landeshauptmann von Oberösterreich.